# L'Abîme (film)
Pour les articles homonymes, voir L'Abîme.
Pour plus de détails, voir Fiche technique et Distribution.
L'Abîme (titre original : Eternal Love) est un film américain réalisé par Ernst Lubitsch, sorti en 1929.

## Synopsis
En 1806, dans le village suisse de Pontresina, un montagnard nommé Marcus est amoureux de Ciglia, une jeune villageoise qui a rejeté les avances de Lorenz. L’espiègle Pia se jette sur Marcus, mais elle est également rejetée. Marcus et Ciglia professent leur amour, tandis que Pia jalouse et vindicative les regarde tout en ourdissant sa vengeance.
Après la fin de l’occupation de l’armée Français, les habitants de Pontresina célèbrent leur libération avec une danse masquée bruyante. À la fête, Ciglia prend peur d’un Marcus ivre et elle demande à être ramenée à la maison. Marcus rentre chez lui confus. Lorsque Pia tente hardiment de le séduire, il accepte ses avances. Le lendemain, Ciglia reçoit la permission de son oncle Tass d’épouser Marcus. Pia et sa mère approchent Tass, puis confrontent Marcus. Avec Ciglia entendant, ils exigent que Marcus épouse Pia, qui joue l’innocent recroquevillé. Ciglia quitte Marcus, et Marcus et Pia se marient. Lorenz profite bientôt de Ciglia et finit par se marier aussi.
Pendant une forte tempête de neige, Pia s’inquiète pour Marcus et tente de former une équipe de sauvetage pour le retrouver. Personne ne voulant se joindre, elle se tourne vers Lorenz et Ciglia. Ciglia réagit de manière excessive à la nouvelle, rendant Lorenz suspicieuse quant à ses affections. Ciglia découvre bientôt Marcus arrivant sain et sauf dans le village. Consumé par la jalousie et le chagrin, Lorenz confronte Marcus, l’exhortant à quitter le village, lui offrant même de l’argent, mais Marcus refuse.
Plus tard dans les montagnes, Lorenz tend une embuscade à Marcus et les deux échangent des coups de feu. Marcus retourne au village, suivi par Lorenz, accusateur et mourant. Les villageois se retournent contre Marcus malgré les cris d’innocence de Ciglia. Pia accuse faussement Ciglia d’avoir mis Marcus sur la liste des victimes du meurtre de Lorenz. Bientôt, les villageois se transforment en foule et poursuivent Marcus et Ciglia dans les montagnes. Sans autre recours, Marcus et Ciglia marchent main dans la main sur le chemin d’une avalanche.

## Fiche technique
- Titre original : Eternal Love
- Titre français : L'Abîme
- Réalisation : Ernst Lubitsch
- Scénario : Hanns Kräly, Katherine Hilliker  et H.H. Caldwell d'après Jakob Christoph Heer
- Photographie : Oliver T. Marsh et Charles Rosher
- Montage : Andrew Marton
- Sociétés de production : Joseph M. Schenck Productions, Feature Productions
- Société de distribution : United Artists
- Pays de production :  États-Unis
- Format : Noir et blanc — 35 mm — 1,20:1 — Muet
- Genre : Film dramatique
- Date de sortie : 1929

## Distribution
- John Barrymore : Marcus Paltran
- Camilla Horn : Ciglia
- Victor Varconi : Lorenz Gruber
- Hobart Bosworth : Tass
- Mona Rico : Pia